# Masatake Terauchi
Masatake Terauchi (jap. 寺内 正毅 Terauchi Masatake; ur. 5 lutego 1852 w Yamaguchi, zm. 3 listopada 1919 w Tokio) – japoński wojskowy i polityk.
Marszałek Cesarskiej Armii Japońskiej, minister spraw zagranicznych (1908) i premier Cesarstwa Japonii (1916–1918).